# Michael Glawogger
Michael Glawogger (3 de diciembre de 1959 - 22 de abril de 2014) fue un director de cine, guionista y director de fotografía austríaco.
De 1981 a 1982 estudió en el Instituto de Arte de San Francisco, y desde 1983 hasta 1989 en la Academia de Cine de Viena. Como compañero tuvo al director austriaco Ulrich Seidl, con quien colaboró en varias ocasiones, fue principalmente conocido por sus películas documentales, como Megacities (1998), Workingman's Death (2005) y Whores' Glory (2011). En 2008 fue un miembro del jurado en el 30.º Festival Internacional de Cine de Moscú.

## Muerte
Murió de malaria el 22 de abril de 2014, durante una producción de una película en Monrovia, Liberia.

## Filmografía
- 1989 – War in Vienna (Krieg in Wien; documental)
- 1995 – Ant Street (Die Ameisenstraße)
- 1996 – Movies in the Mind (Kino im Kopf; documental)
- 1998 – Megacities (documental)
- 2000 – France, Here We Come! (Frankreich, wir kommen; documental)
- 2002 – State of the Nation: Austria in Six Chapters (documental)
- 2004 – Slugs (Nacktschnecken)
- 2005 – Workingman's Death (documental)
- 2006 – Slumming
- 2009 – Kill Daddy Good Night (Das Vaterspiel)
- 2009 – Contact High
- 2011 – Whores' Glory (documental)
- 2011 – 60 Seconds of Solitude in Year Zero (documental)

## Premios y distinciones
Festival Internacional de Cine de Venecia
| Año  | Categoría                              | Trabajo nominado | Resultado |
| ---- | -------------------------------------- | ---------------- | --------- |
| 2011 | Orizzonti - Premio especial del jurado | Whores' Glory    | Ganador   |